# Chan Is Missing
Chan is Missing is een Amerikaanse onafhankelijke film uit 1982 geregisseerd door Wayne Wang. De film was met een klein budget in San Francisco's Chinatown opgenomen en werd in 1995 toegevoegd aan het National Film Registry.

## Verhaal
Nadat de politie twee taxichauffeurs verteld heeft dat hun collega Chan betrokken was bij een naar auto-ongeluk en vervolgens vermist is geraakt, besluiten ze naar hem op zoek te gaan.